# 브랜던 레어드
브랜던 J. 레어드(Brandon J. Laird, 1987년 9월 11일 ~ )는 미국의 야구 선수로, 현재 일본 퍼시픽 리그 지바 롯데 마린스의 소속 선수(내야수)이다.